# Telligia cinnabarina
Telligia cinnabarina är en svampart som först beskrevs av Torrend, och fick sitt nu gällande namn av Hendr. 1948. Telligia cinnabarina ingår i släktet Telligia, divisionen sporsäcksvampar och riket svampar.   Inga underarter finns listade i Catalogue of Life.